# Slobodichtche (oblast de Briansk)
Slobodichtche  est un bourg du district de Diatkovski dans l'oblast de Briansk, centre administratif de la colonie rurale de Slobodichtche. Situé à 3 km de l'autoroute Briansk—Kirov et à 15 km de la ville de Diatkovo.

## Histoire
Slobodichtche fait partie des villages autour de Bryansk dont le nom (Sloboda, Slobodka, Slobodichtche, ...) indique que ses habitants étaient déjà libres avant l'abolition du servage de 1861 en Russie.
La première mention dans les données historiques remonte aux années 1623-24, et fait état d'un village Slobodichtche, sur la rivière Lioubokhonka, appartenant au fils Oleksi Iermolaev Isoupov. La majeure partie du village restera jusqu'au XIXe siècle la propriété de la famille Isoupov.
Au XVIIIe siècle, la population du village atteint environ 500 personnes, au milieu du XIXe siècle, plus de 800 personnes. Les terres ne sont pas fertiles, et les habitants travaillent dans les usines des alentours.  Les pois, le chanvre, le lin, les chevaux de race, les bovins et les ovins sont cultivés ou élevés. Les agriculteurs  tirent parti de la forêt environnante (chasse, pêche, champignons, apiculture, baies et noix) et de la fabrication d'articles de filasse et de bouleau, l'extraction de goudron et de la résine, la fabrication de vaisselle de bois et d'autres ustensiles paysans. Le nombre de familles riches augmente.
Une nouvelle église est bâtie en 1810, et des tertres, selon une tradition locale, contiennent les restes de soldats français victimes d'un détachement de Denis Davydov. En 1863, le prince lituanien Ignace Gedroitz s'y installe, et sa fille Vera Gedroitz, chirurgienne, première femme professeur de chirurgie en Russie, y nait.
Une école est ouverte en 1873, et une bibliothèque en 1900. Au début du XXe siècle, les villageois vivent encore dans la pauvreté. Le village est épargné par les troubles de la Révolution et la guerre civile et la population dépasse le millier dans les années 1920.
Un conseil de village est mis en place en 1920, couvrant plusieurs soviets ruraux. Quatre fermes collectives sont créées, ainsi qu'une école secondaire dans les années 1930, mais les conditions de vie ne s'améliorent que juste avant la guerre. Plusieurs familles voient leurs biens confisqués et sont déportées en Sibérie.
La seconde guerre mondiale épargne le village, qui paie cependant un lourd tribut : la plupart des villageois qui sont appelés au front sont tués dans la première année de la guerre. En février 1942 les soviétiques reprennent le contrôle de la zone de Diatkovo, située derrière les lignes allemandes. Un aéroport est installé, et des milices d'autodéfense villageoises repoussent avec les partisans les allemands. Une expédition punitive allemande, le 7 juin 1942, force les partisans à battre en retraite et les villageois qui le peuvent à s'échapper dans les bois. 
- Source pour l'ensemble de la section : page histoire du site officiel de Slobodichtche[1].

## Économie
Dans le village se trouve un élevage de volailles (construit dans les années 1970), dont vit une grande partie de la population.

## Population
Au recensement de 2010, Slobodichtche a 2085 habitants. La tendance est à l'accroissement de la population. 
| Année      | 1866 | 1878 | 1897 | 1926 | 1939 | 1979 | 1989 | 2002 | 2006 | 2010 | 2014 |
| ---------- | ---- | ---- | ---- | ---- | ---- | ---- | ---- | ---- | ---- | ---- | ---- |
| Population | 946  | 737  | 1151 | 1054 | 1001 | 1179 | 1874 | 2003 | 1991 | 2085 | 2076 |